# Nils Flakstad
Nils Erik Flakstad, född 9 augusti 1907 i Hamar i Norge, död 31 juli 1979 i Oslo, var en norsk skulptör.

## Biografi
Nils Erik Flakstad var son till en bankdirektör och visade redan i tidiga år en konstnärlig talang. Hans ambitioner att bli konstnär tilltalade dock inte fadern, som skickade honom till militärutbildning med förhoppningen att den militära disciplinen skulle få honom att ändra sig. Men två års militärutbildning och studentexamen 1927 ändrade inte hans preferenser för konstnärlig verksamhet.
Han studerade vid Statens håndverks- og kunstindustriskole åren 1928  - 30 och under Axel Revold och Wilhelm Rasmussen på Statens kunstakademi 1930 - 32.
Flakstad började sin konstnärsbana som målare och gick först i mitten av 1930-talet mera in på skulptur. I en stram och förenklad stil har han bl. a. skildrat norska arbetare, såsom Fiskaren intill Oslo rådhus. Han var också lärare vid Statens håndverks- og kunstindustriskole 1955 - 75. 
Bland hans verk kan framför allt nämnas bidrag till Oslo rådhus, framför Haugesund Rådhuset och en relief i Stortingets trapphall samt monument över stupade i Hamar, Haugesund och på Akershus fästning.

## Verk i urval
- Tollef källa, brons, Rena, 1936
- Hanna Winsnes, Vang kyrkogård, 1930
- Fiskaren, granit, Oslo stadshus 1941
- Kapten Otto Nyquist,  Gratangen, 1941
- Stad och land, granit, Haugesund stadshus, 1949
- Kung Haakon VII, bronsstatyett, Militärhögskolan i Oslo, 1955
- Berger Langmoen, granit, Brumunddal, 1956
- Harald Korsgaard, monument med stående medaljong, Rena, 1957
- Andrew Furuseth, Romedal, 1961
- Dr Werner Christie, Vang, 1966
- Hulda Garborg, Hamar, 1966